# Ludwig Friedrich von Gemmingen
Ludwig Friedrich von Gemmingen (* 3. Dezember 1765 in Wimpfen; † 14. Februar 1816) war französischer Rittmeister und Grundherr in Babstadt und Daudenzell.

## Leben

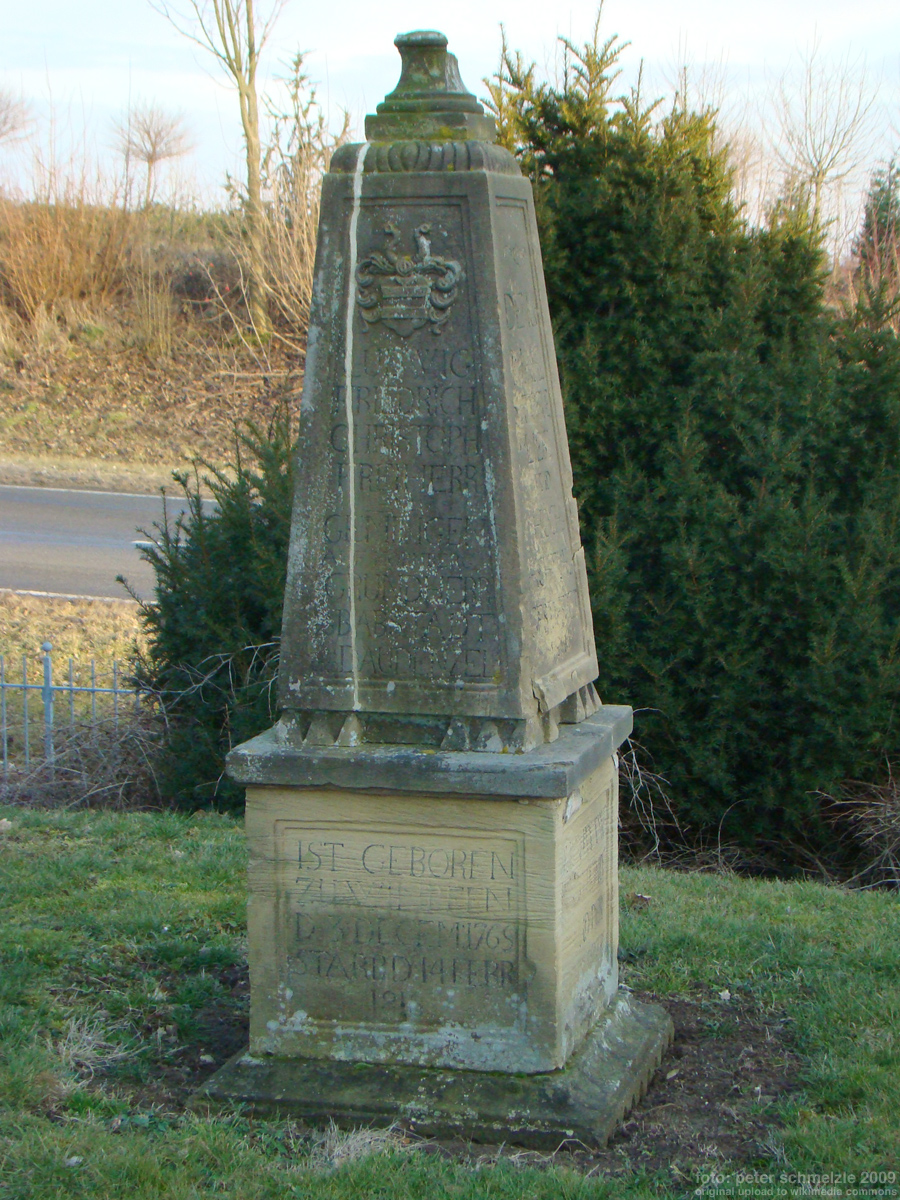
Grabmal von Ludwig Friedrich von Gemmingen in Babstadt

Er war das einzige Kind des Johann Philipp von Gemmingen (1729–1766) und der Dorothea Regina Eleonora von Stein zum Reichenstein (1744–1799). Nach dem frühen Tod des Vaters wurde er eine Zeit lang in Heilbronn erzogen, kam dann an die École militaire von Pfeffel in Colmar und trat 1784 in das französische Reiterregiment Royal Allemand ein, wo er bis zum Rittmeister aufstieg. Bei Ausbruch der Französischen Revolution kehrte er auf seine Güter zurück und trat in württembergische Dienste. Er wurde in Babstadt begraben, wo sein Grabmal und das seiner zweiten Frau erhalten sind.

## Familie
Er war ab 1794 mit Caroline von Pren († 1807) verheiratet. Nach deren Tod heiratete er seine Cousine Luise Amalie von Gemmingen († 1836), die Tochter seines Onkels Wilhelm Ludwig (1727–1799).
Nachkommen:
- Henriette (1797–1849) ⚭ August Wilhelm Friedrich von Degenfeld (1795–1845)
- Ernst Franz Ludwig (1795–1834) ⚭ Sophie von Degenfeld (1800–1880)